# 虚谷
虚谷（1824年—1896年），俗姓朱，名怀仁，一名虚白，号紫阳山人。新安（今安徽歙县）人，世居扬州，同治、光绪年间寓居上海。清代僧人及画家。

## 生平
虚谷工山水、花卉、动物、禽鸟，尤善长画松鼠及金鱼。亦工肖像，擅书，能詩善文，著有《虛谷和尚詩錄》。曾在上海、蘇州等地以賣畫為生，声望极重。是晚清畫壇的巨子，为“海上画派”杰出代表人物。他曾任清軍參將，后因不愿奉命打太平天国而出出家为僧。其为人性情孤僻，非相处情深者不能得其片纸。携笔墨、着僧装，“闲中写出三千幅，行乞人间作饭钱”，其一生极为清苦，却云游四海，其行程之广，作品之多，为当时所罕见。他承古创新，独辟捷径，广集素材，勤于创作，终成一代巨擘。

## 作品特色
- 虚谷作品，苍秀清新，造型生动，偏锋爽劲，冷峻奇巧，别具特色。描绘夸张而传神，善用战劲的线条。
- 虚谷精花鸟动物，所作金鱼，松鼠，花果等活泼清新，富于动感，简练夸张，极富个性和装饰趣味，在海派中独树一帜。
- 虚谷画的许多作品幅式都很小，造型极为简略。但他的用笔设色细腻动人，既注意物性又注意画面的节奏和章法上的新颖，因此其画能超然象外，耐人寻味。

## 代表作品
《金鱼图》、《春波鱼戏》、《松鼠伏砚图》、《猫》、《游鱼戴花》、《松鼠跳踯图》、《梅花金鱼图轴》、《猫菊纨扇》、《花鳥水族圖冊一－三》、《梅花金魚圖》、《枇杷圖》、《山水冊一二》、《松鹤菊花图轴》、《松鶴延年圖》、《松鼠》、《松鼠红叶》、《松鼠梅花》、《鱼戏图页》、《鱼藻图》、《雜畫冊一－五》、《枝头松鼠》、《竹林黄鹤》、《竹林松鼠》等。

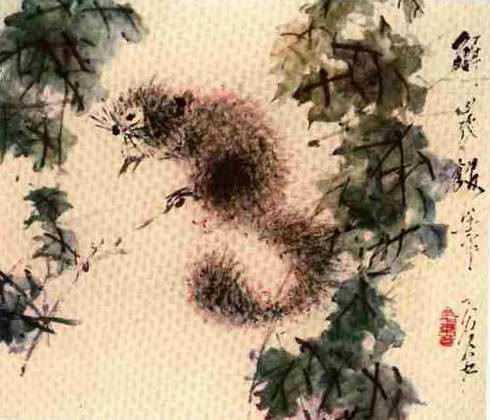
松鼠
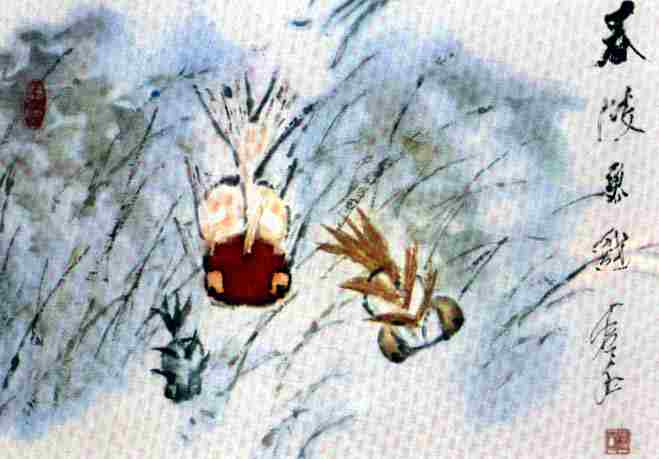
春波鱼戏
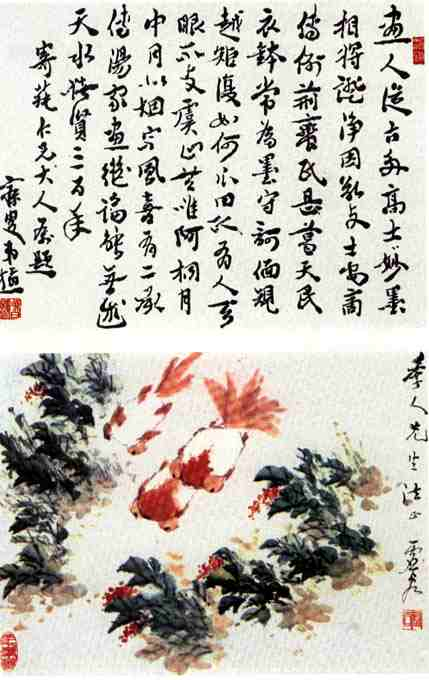
鱼藻图
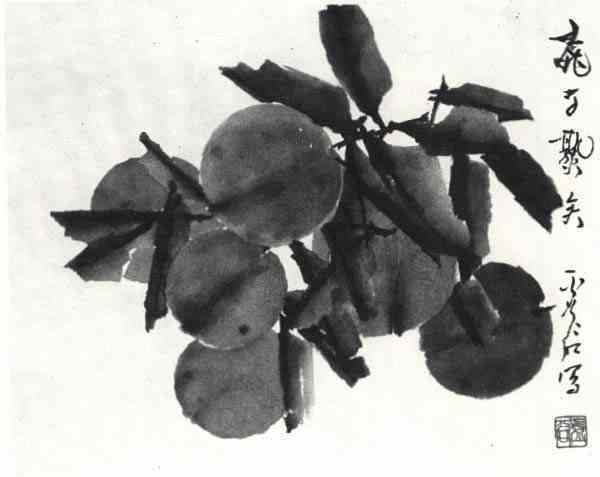
桃子熟矣
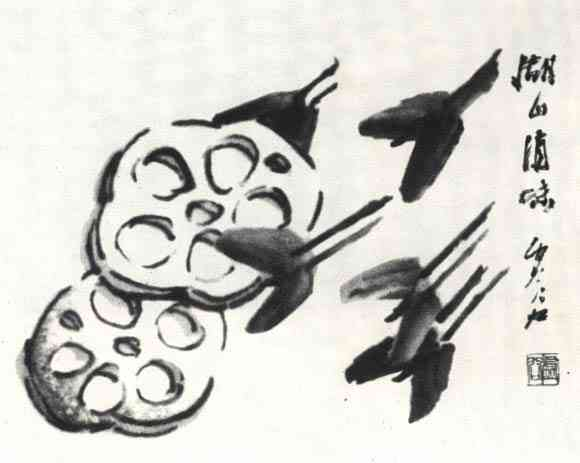
湖山清味
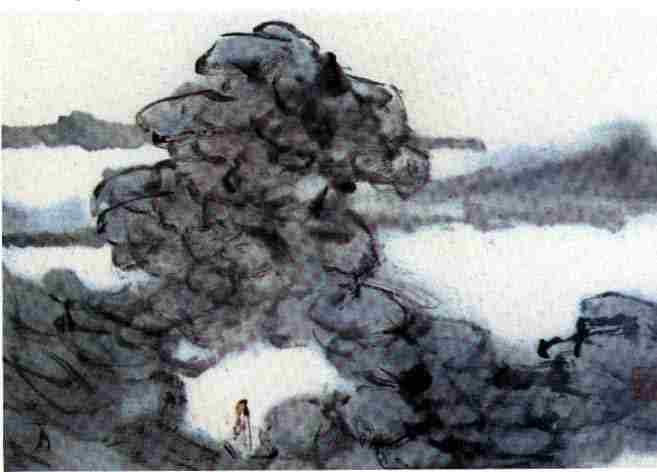
溪山高远
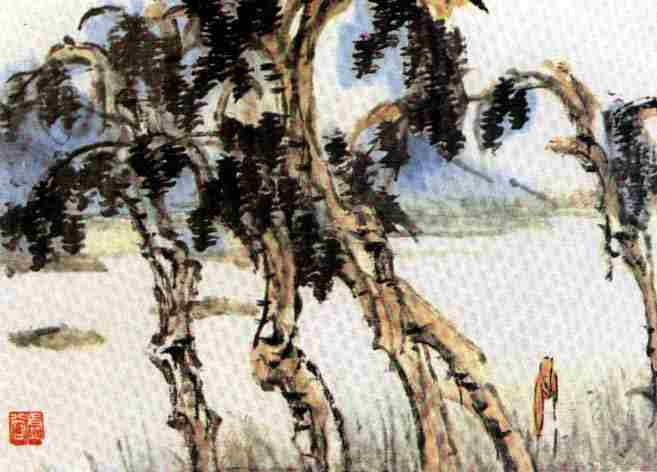
柏林闲步
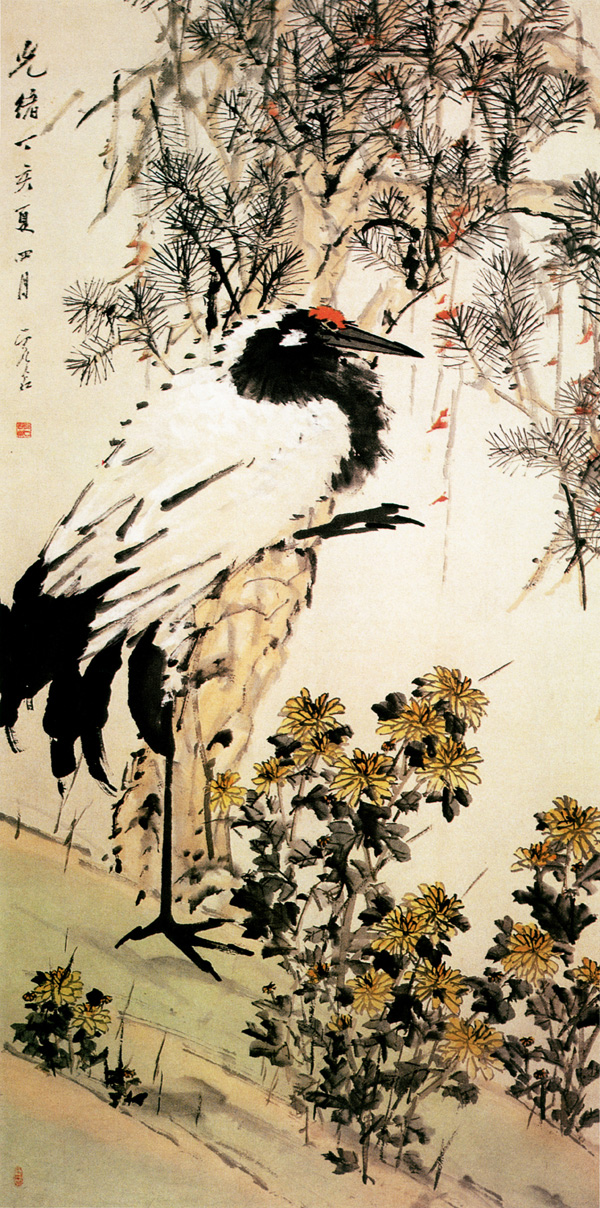
松鹤中堂图, 苏州博物馆